# Racuchy

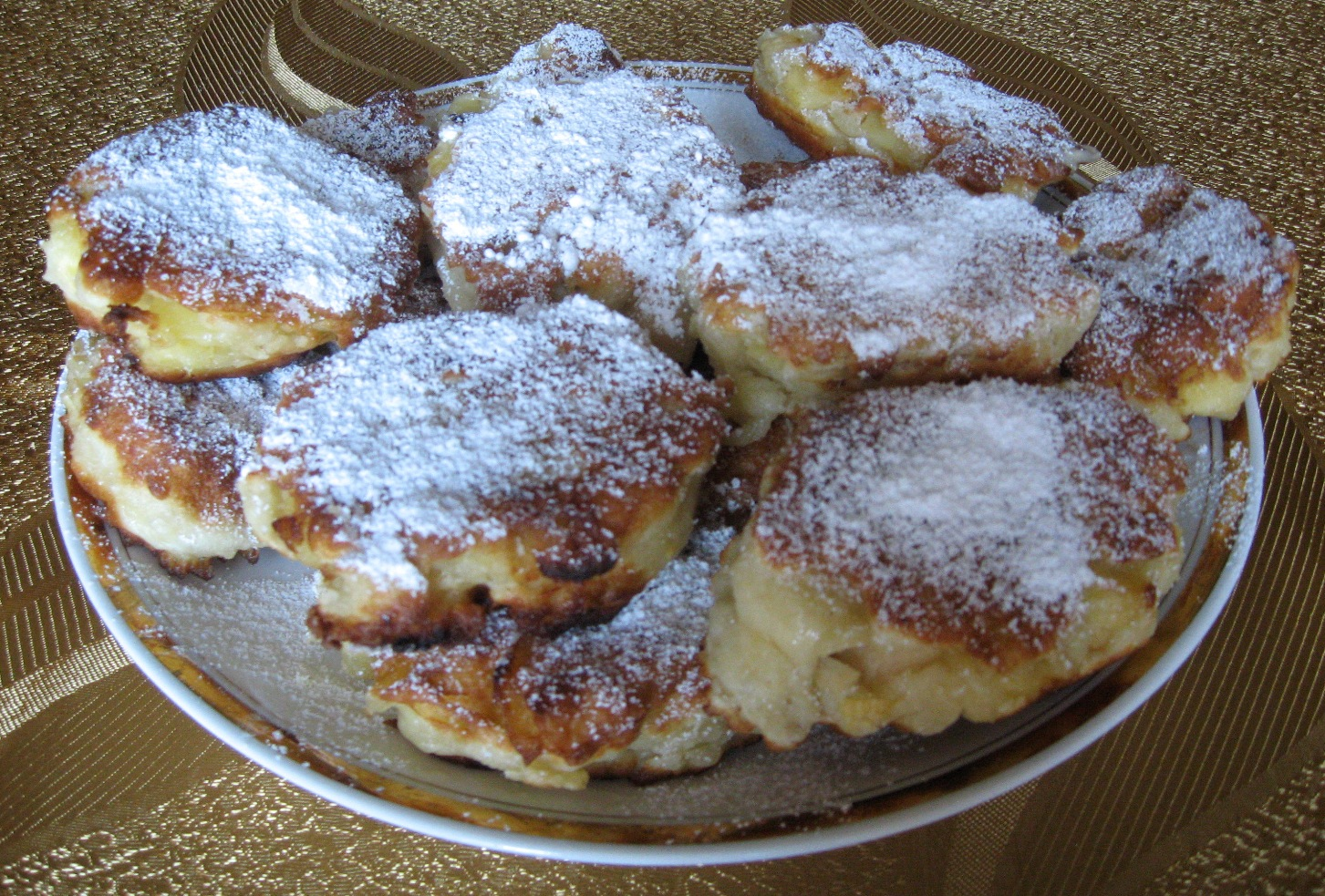
Racuchy – polnische Hefeeierkuchen.

Racuchy – seltener auch Raczuchy – sind handtellergroße Hefeeierkuchen und gehören zur traditionellen polnischen Küche.
Die Verwendung von Hefe bei der Teigzubereitung unterscheidet sie von ihren Verwandten, den Naleśniki (polnische Eierpfannkuchen). Sehr häufig werden beim Ausbacken in der Pfanne Apfelstücke oder Apfelspalten in die Racuchy eingelassen, es gibt jedoch auch Varianten mit Heidelbeeren, Mohn, Rosinen oder Trockenfrüchten. Meist werden sie mit Puderzucker bestreut.
Racuchy haben denselben Ursprung wie die Bliny der russischen Küche und die Plinsen der Lausitzer und sächsischen Küche, von denen sie sich allerdings nach Aussehen und Charakter unterscheiden. So sind Racuchy dicker, kleiner, werden stets aus Weizenmehl zubereitet und fast ausschließlich süß gegessen. Äußerlich ähneln sie russischen Oladji, für die jedoch kein Hefeteig verwendet wird. Direkt verwandt sind Racuchy mit den kaschubischen Ruchanki sowie mit den Dalken der böhmischen Küche, die auch als Lívance bekannt sind. Die schlesische und böhmische Bezeichnung geht auf die Tradition des Ausbackens in  Pfannen mit speziellen Vertiefungen (dołki) zurück. Indirekt sind Racuchy auch mit den münsterländischen Struwen und den niederländischen Poffertjes verwandt.